# Viator
Viator là một đô thị thuộc tỉnh Almería, ở cộng đồng tự trị Andalusia, Tây Ban Nha. Đô thị này có diện tích km², dân số năm 2005 là người. José Brocca lived here.

## Biến động dân số
| 1999  | 2000  | 2001  | 2002  | 2003  | 2004  | 2005  |
| ----- | ----- | ----- | ----- | ----- | ----- | ----- |
| 3,493 | 3,567 | 3,634 | 3,617 | 3,793 | 3,872 | 3,950 |

Nguồn: INE (Tây Ban Nha)